# Phyllorhinichthys micractis
Phyllorhinichthys micractis es un pez que pertenece a la familia Oneirodidae. Habita desde en el Océano Atlántico, el Pacífico y el Índico.
Las hembras de esta especie crecen hasta una longitud de 12 centímetros (4,7 pulgadas) SL. Fue reconocida por primera vez en 1969, por el estadounidense Theodore Wells Pietsch III.

### Lectura recomendada
- Fish collection database of the Zoological Museum, University of Copenhagen. Zoological Museum, University of Copenhagen. (Ref. 40919).
- Pietsch, T.W.0 Oceanic anglerfishes. Extraordinary diversity in the deep sea. Oceanic Anglerfishes, i-xii; 1-557pp. (Ref. 86949).
- Pietsch, T.W.0 Revision of the deep-sea anglerfish genus Phyllorhinichthys Pietsch (Lophiiformes: Ceratioidei: Oneirodidae), with the description of a new species from the Atlantic ocean. Copeia 2004(4):797-803. (Ref. 53300).